# 中居みゆ
中居 みゆ（なかい みゆ、1986年10月17日 - ）は、日本のAV女優。
趣味、特技：料理・ピアノ。

## 略歴
- 2007年8月に『白肌が染まる恥じらい体験!!中居みゆ』でAVデビュー。
- 2008年3月に『初セル 中居みゆ』でセルデビュー。

## 作品
2007年
- 白肌が染まる恥じらい体験!!（8月21日、h.m.p）
- 桃尻コスプレ♥エロ修行（9月21日、h.m.p）
- 食い込み♥ナース変態診察（10月21日、h.m.p）
- h.m.p新作AVガイド8時間2007秋号（10月21日、h.m.p）
- 美尻妻　ピーチフル絶頂体験（11月21日、h.m.p）
- h.m.pカウントダウン2007総決算8時間★豪華2枚組（12月10日、h.m.p）

2008年
- 初セル 中居みゆ（3月1日、MOODYZ）
- AVアイドル16人 マジでイキます!連続絶頂4時間（4月10日、h.m.p）他15名出演
- 絶叫!借金返済レイプ 売られたレースクイーンW強姦（4月1日、MOODYZ）共演:宮嶋かれん
- 中居みゆ大全集2枚組6時間（4月21日、h.m.p）
- 超・ローションBomb! 4時間（5月10日、h.m.p）
- 強精中出しエロ玩具18（5月13日、MOODYZ）
- ザ・カメラテスト 56 ストッキング破かれるなんて初めてッ（6月11日、アテナ映像）他出演:鈴鳴あんり、君島かりん、相沢あかね、桃井りん
- ふたなりレズ 15（6月15日、ミュージアム・ネクスト）共演:笹木ゆう
- 調教レズエステ（6月19日、ヒビノ）共演:佐伯奈々、鮎川詩音
- 中出し強要ギャル痴女NEO 4時間 3（6月20日、ケイ・エム・プロデュース）他出演:桜井りな、小坂舞彩、山下優、遠山まりな、藍花
- 制服縞パンニーソックス（8月1日、TMA）他出演:絢音ミミ、花宮あみ、桜庭彩、小日向しおり、田中美久、藤森ねね、東条かれん
- Tokyo 流儀（8月3日、プレステージ）
- 路上キャンペーンガールをAVに出演させ生中出しSEX 1 中野（8月18日、S級素人）
- FELLATIO FESTIVAL 11（9月1日、アイデアポケット）他多数出演
- 高級メイド手コキサロン（9月19日、TMA）他出演:絢音ミミ、小日向しおり、桜庭彩、田中美久、花宮あみ、藤森ねね、東条かれん
- 闇営業中のフル勃起エステ 5（11月20日、ホットエンターテイメント）他出演:青木菜摘 他